# Class Enemy
Class Enemy (Razredni sovražnik) è un film del 2013 diretto da Rok Biček.

## Trama
In una scuola superiore di Novo Mesto, in Slovenia, un sostituto insegnante di tedesco si trova ad affrontare la sua nuova classe dopo il suicidio di uno studente. Gli studenti si uniscono e si ribellano all'insegnante e ai suoi metodi rigorosi.

## Riconoscimenti
Il film, nel 2013, è stato il candidato sloveno per l'Oscar per il miglior film in lingua straniera.